# Nikolaj Losskij
Nikolaj Onufrijevič Losskij nebo také Lossky (rusky Николай Онуфриевич Лосский; 24. listopadujul./ 6. prosince 1870greg. Kreslava – 24. ledna 1965 Paříž) byl ruský filosof, představitel ruského intuicionismu, personalismu a etiky, založené na svobodě. Měl tři syny, z nichž se proslavil teolog Vladimir Losskij.

## Život
Losskij studoval ve Freiburgu u novokantovského filosofia W. Windelbanda a u psychologa W. Wundta. Roku 1907 promoval a stal se docentem filosofie v Petrohradě. Ještě téhož roku vydal ruský překlad Kantovy Kritiky čistého rozumu, který pak byl základem i pro všechny další. Losskij byl přesvědčený socialista a spolu s N. Berďajevem, S. Bulgakovem a P. B. Struvem patřil ke skupině Věchi („Znamení“). Zasazoval se o duchovní obnovu Ruska, ale pro kritiku porevolučních výstřelků a příklon k pravoslavné církvi byl zbaven místa a roku 1922 spolu s mnoha dalšími na tzv. „lodi filosofů“ vyvezen za hranice jako kontrarevolucionář.
Na pozvání presidenta Masaryka přednášel na Ruské univerzitě v Praze a od roku 1942 na univerzitě v Bratislavě. Po emigraci přednášel v USA a spolupracoval se sociologem P. Sorokinem na Harvardově univerzitě na jeho díle Sociální a kulturní dynamika. Od roku 1947 přednášel na ruském pravoslavném semináři v New Yorku a po smrti svého syna Vladimíra roku 1961 se přestěhoval do Francie, kde v nemocnici blízko Paříže roku 1965 zemřel.

## Myšlení
Losskij byl silně ovlivněn jak svými učiteli, tak také Hegelem a křesťanským novoplatonismem. Vesmír, celek skutečnosti, tvoří podle Losského jediný organický celek. Protože i člověk je jeho součástí a patří k němu, má i k vnějším předmětům přímý přístup v intuici, která může být citová, intelektuální nebo mystická. Ani vnější předměty tedy nejsou jen prosté objekty, jež by se daly vyčerpávajícím způsobem popsat slovy, nýbrž jsou s člověkem spojeny zvláštním svazkem společného bytí. Proto není lidské poznání omezeno pouze na fenomény, jak se domníval Kant, nýbrž může pronikat k samé podstatě věcí.
Tento podstatný fakt se zvláště silně projevuje mezi lidskými osobami, jejichž zvláštní a vždy jedinečné osobní vztahy jsou podle Losského základem pravoslavného pojmu sobornost. Lidské společenství není jen shromážděním jednotlivců, lidských monád, nýbrž je něčím daleko podstatnějším a hlubším. Něco podobného však platí i pro celek živého a neživého Vesmíru, který je také pevně uspořádán do celku, a to nejen měřitelnými a pozorovatelnými vztahy, ale zejména také vztahy k hodnotě. V teologii Losskij silně navazoval na raný křesťanský novoplatonismus, zejména na Origena.
| „ | Díky církevní tradici má Rusko svoji implicitní filosofii, vyrostlou z novoplatonismu církevních Otců. Tento implicitní novoplatonismus je pravým dědictvím ruského myšlení. | “ |

## Hlavní díla
Několik děl vydal N. Losskij v češtině a slovenštině
- Intuitivní základy poznání (1906)
- Svět jako organický celek (1917)
- Základní otázky gnozeologie (1919)
- Svoboda vůle (1927)
- Hodnota a existence (1931)
- Tvoření, vývoj a ideální život (1941)
- Bůh a vesmírné zlo (1941)
- Svět jako uskutečnění krásy (1945)
- Dějiny ruské filosofie (1951)
- Dostojevský a jeho křesťanský světový názor (1953)

V češtině a slovenštině
- N. O. Losskij, Absolútne kritérium pravdy. Turčianský S. Martin 1946
- N. O. Losskij, Dialektický materialism. Praha 1938
- LOSSKIJ, N. O. Dějiny ruské filosofie. Překlad z ruského originálu: Alan Černohous. Velehrad, Olomouc: Refugium Velehrad-Roma, Centrum Aletti Velehrad-Roma, 2004. 664 s. (Studie ruského myšlení). ISBN 80-86715-26-4. Kniha vychází v rámci vyzkumného záměru „Jednotná Evropa a křesťanství“ a ve spolupráci s Centrem Aletti v Olomouci.
- N. O. Losskij, Dostojevskij a jeho kresťanský svetonáhľad. Liptovský Sv. Mikuláš: Tranoscius, 1946 – 248 s.
- N. O. Losskij, Filozofia intuitivizmu. Poprad: Christiania , 2000 – 78 s. ISBN 80-967301-8-5
- N. O. Losskij, Industrialism, komunism a ztráta osobnosti. Praha 1934 – 10 s.
- N. O. Losskij, Nauka o reinkarnaci. Olomouc: Refugium, 2004 – 108 s. ISBN 80-86715-29-9
- Velký inkvizitor: nad textem F. M. Dostojevského. (V. S. Solovjov, V. V. Rozanov, K. N. Leonťjev, S. N. Bulgakov, N. A. Berďajev, S. L. Frank, N. O. Losskij). Olomouc: Refugium, 2000 – 334 s. ISBN 80-86045-29-3